# I. Mereszanh
I. Mereszanh ókori egyiptomi királyné volt a III. dinasztia végén; a IV. dinasztia alapítójának, Sznofru fáraónak az anyja. Valószínűleg a III. dinasztia utolsó uralkodójának, Huninak a felesége. Neve megjelenik a palermói kő egy töredékén, egy birtokát pedig említik Pehernofer szakkarai sírjában. Egy XVIII. dinasztiabeli, III. Thotmesz alatt íródott felirat említi Sznofruval együtt a mejdúmi piramistemplomban, a szöveg egy áldozati szöveg Sznofru és Mereszanh kájának.